# Black Widow (2021)
Black Widow is een Amerikaanse superheldenfilm uit 2021 gebaseerd op het gelijknamige personage van Marvel Comics, geproduceerd door Marvel Studios en gedistribueerd door Walt Disney Studios Motion Pictures. Het is de 24e film in het Marvel Cinematic Universe en de eerste in de 'Multiverse Saga', waar de 23 eerdere samen de 'Infinity Saga' vormen.
Black Widow is geregisseerd door Cate Shortland en geschreven door Jac Schaeffer en Ned Benson. Scarlett Johansson vertolkt voor de negende keer de rol van het titelpersonage Black Widow. Het verhaal speelt zich af na de gebeurtenissen in Captain America: Civil War, waarin de Verenigde Naties wetgeving hebben opgesteld die bepaalt dat individuen met superkrachten alleen nog in actie mogen komen in opdracht van de overheid (de Sokovia Accords). Natasha Romanoff (Black Widow) is hier niet akkoord mee gegaan en daarom ondergedoken.
Overige personages worden vertolkt door Florence Pugh, David Harbour, O-T Fagbenle, Olga Kurylenko, William Hurt, Ray Winstone en Rachel Weisz.

## Verhaal

### Proloog
Het is 1995 wanneer een in Ohio wonend 'gezin' bestaand uit Alexei Shostakov (Red Guardian), Melina Vostokoff en hun zogenaamde dochtertjes Natasha Romanoff en Yelena Belova wordt ontmaskerd als een Russische spionageoperatie. Ze ontsnappen naar Cuba, waar ze zich herenigen met hun leidinggevende, generaal Dreykov. Voor Shostakov en Vostokoff eindigt daarmee hun missie. Dreykov neemt Romanoff en Belova mee naar de 'Red Room', een programma waarin ze worden opgeleid tot elite-moordenaars. Jaren later helpt Romanoff Clint Barton om het kantoor van Dreykov te bombarderen en loopt ze over naar het Amerikaanse S.H.I.E.L.D..

### Verhaal
Romanoff leeft in 2016 een ondergedoken bestaan omdat ze wordt gezocht vanwege het schenden van de 'Sokovia Accords'. Belova is op datzelfde moment op missie. Samen met een aantal andere leden van het Russische Black Widow-programma moet ze een gedeserteerd teamlid opsporen en liquideren. Hierbij komt ze in aanraking met een gas dat haar chemische hersenspoeling ongedaan maakt. Belova realiseert zich op dat moment dat zij en de andere Widows als willoze marionetten worden gebruikt door de Red Room. Ze duikt onder en verstuurt de rest van de ampullen antigif die ze heeft gevonden naar Romanoff, met als doel dat zij en de Avengers de andere Black Widows bevrijden.
Romanoff weet niets van de aanwezigheid van de ampullen antigif in haar auto tot ze wordt aangevallen door Red Room-agent Taskmaster. Ze ontkomt en realiseert zich dat de ampullen zijn verstuurd vanuit Boedapest. Daar treft ze Belova, die ze sinds haar kindertijd niet meer heeft gezien. Belova vertelt Romanoff dat Dreykov haar bomaanslag heeft overleefd en dat de Red Room nog steeds bestaat. Samen helpen ze Shostakov ontsnappen uit de gevangenis. Hij moet hun vertellen waar de Red Room zich tegenwoordig bevindt. Hij brengt ze naar een boerderij, waar ze worden herenigd met Vostokoff.
De Red Room bleek zo moeilijk te traceren omdat die zich tegenwoordig in een vliegende vestiging bevindt. Hier vinden ze Dreykov. Taskmaster blijkt in werkelijkheid zijn dochter Antonia. Zij is tijdens de bomaanslag van Romanoff en Barton zo zwaar gewond geraakt dat Dreykov haar alleen kon redden door technologie in haar hoofd te bouwen. Hierdoor kan ze iedere gevechtskunst die tegen haar wordt gebruikt onmiddellijk zelf ook. Romanoff blijkt bovendien niet in staat om Dreykov aan te vallen. Hij heeft alle Widows voorzien van een neurologische programmering die het hen onmogelijk maakt om hem iets aan te doen zodra ze zijn feromonen ruiken. Romanoff omzeilt dit door haar eigen neus te breken.
Dreykov krijgt hulp van andere Widows en maakt van de gelegenheid gebruik om op de vlucht te slaan. Belova beëindigt het gevecht tussen Romanoff en de anderen door die ook bloot te stellen aan het antigif. Romanoff kopieert de locaties van alle andere Widows van Dreykovs computer en ontvlucht de vestiging, die begint te exploderen. Vostokoff en Shostakov ontsnappen per vliegtuig. Belova valt dat van Dreykov aan en liquideert hem daarmee. Nadat ze landen dient Romanoff Taskmaster het antigif toe en krijgt ook zij weer controle over zichzelf. Romanoff geeft daarna de rest van het antigif en de locaties van de andere Widows aan Belova en neemt afscheid.

### Epiloog
Belova bezoekt in 2023 het graf van Romanoff en ontmoet daar Valentina Allegra de Fontaine. Die vertelt haar dat Romanoffs overlijden de schuld is van Clint Barton.

## Rolverdeling
| Acteur              | Personage                                         |
| ------------------- | ------------------------------------------------- |
| Scarlett Johansson  | Natasha Romanoff / Black Widow                    |
| Florence Pugh       | Yelena Belova                                     |
| Rachel Weisz        | Melina Vostokoff                                  |
| David Harbour       | Alexei Shostakov / Red Guardian                   |
| Ray Winstone        | Generaal Dreykov                                  |
| O-T Fagbenle        | Rick Mason                                        |
| William Hurt        | Thunderbolt Ross                                  |
| Olga Kurylenko      | Antonia Dreykov / Taskmaster                      |
| Liani Samuel        | Lerato                                            |
| Michelle Lee        | Oksana                                            |
| Nanna Blondell      | Ingrid                                            |
| Olivier Richters    | Mikhail Uriokovitch Ursus / Ursa Major            |
| Jade Xu             | Helen                                             |
| Ever Anderson       | Jongere Natasha Romanoff                          |
| Violet McGraw       | Jongere Yelena Belova                             |
| Jeremy Renner       | Clint Barton / Hawkeye (stem)                     |
| Julia Louis-Dreyfus | Valentina Allegra de Fontaine (post-credit scene) |

## Productie

### Ontwikkeling
Marvel Studios-president Kevin Feige onthulde op 12 februari 2014 in een interview met Total Film dat er was gewerkt een potentiële film met Scarlett Johanssons Black Widow, "We beginnen eind maart met het filmen van de volgende Avengers-film. De rol van Black Widow daarin is erg groot. We leren meer over haar verleden, waar ze vandaan komt en hoe ze in die film is geworden. Het idee om dat nog verder te verkennen in haar eigen film zou geweldig zijn en daar hebben we wat voor ontwikkeld."
Nicole Perlman kondigde in augustus 2014 aan dat ze een "behoorlijk diepgaande" behandeling voor de film in 2010/2011 had geschreven, terwijl de Britse regisseur Neil Marshall Vanity Fair in een interview vertelde dat hij de film wilde regisseren.
Tijdens de Fan Expo op 31 augustus 2014 had Stan Lee onthuld dat de film mogelijk doorging. In januari 2016 verklaarde acteur Clark Gregg dat Marvel een Black Widow-film zou moeten maken; ondertussen wilden Joe en Anthony Russo de film regisseren.
Op 6 mei 2016 vertelde Feige aan Deadline tijdens een Q&A aan dat ze een bespreking over het maken van een Black Widow-film hadden gehad. Op 23 juli 2016 verklaarde Feige dat ze zich ertoe verbonden hadden om de film te maken en dat regisseur Joss Whedon van The Avengers en Avengers: Age of Ultron openstond voor het regisseren van de film.
In februari 2017 vertelde Johansson aan Total Film Magazine, terwijl ze het over haar film Ghost in the Shell hadden, dat timing de sleutel was tot het realiseren van Black Widow. In oktober 2017 vertelde Taika Waititi dat hij de film graag als komedie zou willen regisseren.
Op 10 januari 2018 werd aangekondigd dat de film in vroege ontwikkeling was en dat Jac Schaeffer was ingehuurd om het script te schrijven. In februari 2018 verklaarde Chris Evans tijdens een interview dat de film doorging.
Op 26 april 2018 werd gemeld dat Marvel Studios op zoek was naar een regisseur voor de film en een ontmoeting had gehad met filmmakers zoals Deniz Gamze Ergüven, Chloé Zhao, Amma Asante, Maggie Betts en Angela Robinson. Op 2 mei 2018 werd gemeld dat Marvel Studios nog steeds op zoek was naar een regisseur voor de film en meer dan 65 regisseurs had ontmoet.
Op 20 juni 2018 werd gemeld dat Cate Shortland, Amma Asante en Maggie Betts werden bekeken door Marvel Studios om de film te regisseren. Op 12 juli 2018 werd bekend dat Cate Shortland werd gekozen om de film te regisseren.
Op 30 november 2018 werd gemeld dat het filmen in 2019 zou beginnen voor een mogelijke release in 2020. Op 6 februari 2019 vermeldde Production Weekly dat het filmen naar verwachting in juni 2019 zou beginnen in de Verenigd Koninkrijk en dat het naar verwachting in september zou worden afgerond. Op 18 januari 2019 werd Jany Temime aangekondigd als costume designer voor de film. Op 15 februari 2019 rapporteerde Collider dat Ned Benson was ingehuurd om het script te herschrijven.

### Casting
Op 18 maart 2019 meldde Variety dat Florence Pugh onderhandelingen begon om een rol te vertolken in de film. Op 3 april 2019 werden David Harbour en Pugh opgenomen in de cast, terwijl Rachel Weisz onderhandelingen begon om te spelen. Dezelfde dag werd gemeld dat het filmen op 3 juni 2019 zou beginnen en tot september zou duren. Een week later werd O-T Fagbenle gegoten in een niet nader genoemde leidende rol. In mei 2019 werd onthuld dat Johansson ook als producent voor de film zou dienen. Het filmen begon op 28 mei 2019 in Noorwegen. In juni 2019 werd aangekondigd dat Ray Winstone zich had aangesloten bij de film.
Actrice Julia Louis-Dreyfus zou volgens Vanity Fiar origineel eerst in de film verschijnen in de rol van Valentina Allegra de Fontaine. Door de coronapandemie werd de televisieserie The Falcon and the Winter Soldier (2021) eerst uitgebracht. Door deze verschuiving verscheen Louis-Dreyfus eerst in The Falcon and the Winter Soldier in plaats van 'Black Widow. Het is nog niet duidelijk of Louis-Dreyfus uiteindelijk nog verschijnt in de film.

### Muziek
Alexandre Desplat werd in januari 2020 aangekondigd voor het componeren van de filmmuziek. In maart 2020 werd bevestigd dat Desplat vervangen wordt door Lorne Balfe die eerder de filmmuziek componeerde voor Mission: Impossible – Fallout en Bad Boys for Life.

### Release
Op 20 juli 2019, op het San Diego Comic-Con 2019, werd de cast onthuld door Kevin Feige en werd er aangekondigd dat de film oorspronkelijk op 1 mei 2020 in de bioscopen zou verschijnen. Vanwege de coronapandemie werd in maart 2020 besloten de film uit te stellen naar 6 november 2020. In maart 2021 raakte bekend dat de film wederom is uitgesteld. Black Widow ging op 29 juni 2021 in première op verschillende evenementen over de hele wereld en werd in de Verenigde Staten uitgebracht op 9 juli 2021, gelijktijdig in de bioscoop en op Disney+ met een zogenaamde VIP-toegang.
In het openingsweekend haalde de film ruim 80 miljoen dollar op in de Verenigde Staten en Canada. Hiermee behaalde het een 'pandemierecord'; voor het beste openingsweekend van een film sinds het begin van de coronacrisis. Het tweede weekend was de opbrengst een stuk minder en stond de film op de tweede plaats met een boxoffice van 26 miljoen dollar. Volgens de Amerikaanse organisatie National Association of Theatre Owners (NAT) is dit te wijten aan de gelijktijdige release op Disney+, waardoor de film ook al thuis is te bekijken.

### Ontvangst
Black Widow ging op 29 juni 2021 in première en werd door het publiek algemeen goed ontvangen. Op Rotten Tomatoes heeft de film een score van 81% op basis van 403 beoordelingen. Metacritic komt op een score van 67/100, gebaseerd op 55 beoordelingen.